# 洛水镇
洛水镇，是中华人民共和国四川省德阳市什邡市下辖的一个乡镇级行政单位。

## 行政区划
洛水镇下辖以下地区：
亭江社区、柳河社区、尚家场社区、菜蔬社区、洛城村、南元村、永兴村、银池村、联合村、余安村、朱家桥村、李冰村、家灵村、渔江村、灵江村和五堰村。